# Great Houghton (Northamptonshire)
Great Houghton is een civil parish in het Engelse graafschap Northamptonshire.